# Sean Levert
Sean Edward Levert, född 28 september 1968 i Cleveland, Ohio, död 30 mars 2008 i Cleveland, Ohio, var en amerikansk singer-songwriter och skådespelare. Han var mest känd för att vara medlem i R&B-gruppen LeVert. Han var son till The O'Jays-sångaren Eddie Levert och yngre bror till sångaren Gerald Levert.
Levert dog den 30 mars 2008, bara sex dagar efter att han hade hamnat i fängelse för att inte ha betalat barnbidrag till tre av sina sex barn som då var 11, 15 och 17 år gamla. Han hade innan sin död haft högt blodtryck och hallucinationer och senare så kunde obduktionen i Cuyahoga County meddela att han hade dött av komplikationer från sarkoidos samt av faktorer av högt blodtryck, hjärtsjukdom, diabetes och Xanor (i USA kallat Xanax). Han blev 39 år gammal.